# 6069 Cevolani
A 6069 Cevolani (ideiglenes jelöléssel 1991 PW17) a Naprendszer kisbolygóövében található aszteroida. Henry Holt fedezte fel 1991. augusztus 8-án.